# Припущенник
Припущенник — представитель населения исторической Башкирии в XVII—XX веках, состоявшей из безземельных башкир, татар, чувашей, мари и других народностей, которые переселялись на землю коренных владельцев (в основном башкир). Припущенники селились на землях, принадлежавших по вотчинному праву башкирским общинам. 
Неоднородность социального происхождения припущенников, включавших представителей татарской и мишарской знати, приводила к различным условиям поселения: от допуска в общину с совладением общинной землей до отношений, близких к феодальной зависимости с внесением оброка. Земли, выделенные припущенникам, назывались «припущеничьи земли».
Изначально статус припущенника распространялся на башкир, лишённых вотчинного права на землю, а с XVII уже и на переселенцев из других регионов. В 1736 году припущенникам передали во владение земли, на которых они проживали, и освободили от уплаты оброка башкирам. Однако споры с башкирами о землепользовании продолжились. В конце XVIII века часть припущенников была причислена к неподатным служилым людям, а в 1863 году по правам была приравнена к государственным крестьянам.
Безземельных башкир, татар, мишарей, бобылей, тептярей, черемисов и других, селившихся у башкир-вотчинников в 30-60-е гг XIX века и получавших с ними равные права, также называли «новобашкирами» (до отмены сословий в 1865 году). Численность новобашкир было невелика — около 2,5 % (в 1834 году) от числа всех башкир.
Российский историк и ректор Московского университета М. К. Любавский в ссылке в Уфе написал монографию «Вотчинники-башкиры и их припущенники в XVII—XVIII веках».
Утверждение, что припущенничество было распространено лишь в исторической Башкирии, оспаривалось с XIX века. В частности, П. И. Небольсиным были найдены упоминания о припуске ногайцев на землях калмыков.